# Die Hugenottin
Die Hugenottin ist eine historische Novelle von Ricarda Huch, die 1892 in der Schweizerischen Rundschau in Einsiedeln erschien. Eine erste Buchausgabe erschien 1932 in Bern.
Die Hugenottin Diana kämpft „um ihr persönliches Recht und das ihrer religiösen Gemeinschaft“. Mit solchem Eifer verschuldet sie den Tod ihres Gatten Baron Blanchet.

## Inhalt
Seine Frau Diana von Yvero lernt der waatländische Edelmann Romulus Blanchet zu Anfang des 18. Jahrhunderts während einer Reise durch Südfrankreich in einem Gasthause kennen. Die Häscher Ludwigs XIV. sind hinter der Anhängerin der reformierten Kirche her. Blanchet rettet Diana das Leben, indem er sich als ihr Ehemann ausgibt. Zwar ergreift die ehemals begüterte Diana wenig später vor dem „Ehemann“ die Flucht, weil sie nicht aus Mitleid genommen werden möchte, doch Blanchet holt sie zurück in seine Heimat. Seitdem lebt das Paar, ordentlich getraut, einträchtig auf Blanchets Burg in Lutry in der Nähe von Lausanne. Freilich kann es Diana nicht verwinden, dass Ludwig XIV. sich ihre „reichen Güter“ angeeignet hat.
Einmal nimmt das Ehepaar eine Schar Kamisarden auf, die vor Ludwig XIV. geflüchtet sind. Unter diesen Hugenotten befinden sich der ehemals wohlhabende Bauer Makkabäus und seine Enkelin Nicolette.
Damals unterstand Sigmund Steiger, der Landvogt von Lausanne, den „Herren von Bern“. Die Berner Herren hatten angeordnet: Kamisarden sind nach Frankreich zurückzuschicken. Blanchet ignoriert die Anordnung. Der alte weißhaarige Makkabäus dankt es ihm. Die Kamisarden wollen in der Armee des Herzogs von Savoyen gegen Ludwig XIV. kämpfen. In dieser Sache geht Herr Mellarede, Gesandter des Herzogs, auf der Burg in Lutry ein und aus. Als Mellarede von einer „beträchtlichen Geldsendung“ aus Frankreich erfährt, die über den Genfer See an die französische Armee, die in Italien steht, auf dem Wege sein wird, gewinnt er Blanchet als Anführer eines „Gaunerstücks“. Nahe der Seeufer von Versoix und Coppet wird das Geld geraubt. Blanchet nimmt sich von der Beute nur das Geld, das Ludwig XIV. seiner Frau weggenommen hat. Mit dem Rest sollen nach seinem Willen die unterm Herzog von Savoyen kämpfenden Kamisarden unterstützt werden.
Ein Freund Blanchets, der junge Manuel Steiger, das ist der einzige Sohn des verwitweten Lausanner Landvogts, verliebt sich in Nicolette. Manuel Steiger, Offizier in holländischen Diensten, verspricht der Hugenottin Nicolette die Ehe, schwängert sie und weist darauf jeden Ehegedanken weit von sich. Diana strengt eine Verheiratung des ungleichen Paares an.
Nicolette aber taucht bei der Marmotte unter. Die „leidlich gutartige, eisgraue Frau“ gilt als Hexe und haust in einer Berghöhle nahe bei Lausanne. Nicolettes neugeborenes Kind, ein Junge, wird von der Marmotte Sigmund gerufen. Der Landvogt will seinen Sohn mit Fräulein von Erlach verheiraten – eine gute Partie. Nicolette ertränkt den kleinen Sigmund im schwarzen Weiher. Die Kindesmörderin wird eingesperrt. Die Marmotte geht zum Landvogt und eröffnet ihm, sein Sohn Manuel ist der Vater des toten Kindes. Für dieses Wort wird die angeblich reichlich Hundertjährige eingesperrt und stirbt während der Haft. Blanchet und Diana dürfen Nicolette mit auf die Burg Lutry nehmen.  Der Landvogt schreibt an seinen Sohn. Der Offizier reist zwar folgsam nach Lutry, lässt sich jedoch von Blanchet und der Baronin Diana nicht ins Gewissen reden, sondern zeigt Blanchet in Bern als Räuber an.
Blanchet wird auf Befehl der Berner Herren vom Landvogt von Lausanne eingekerkert. Während des Verhörs posaunt Blanchet aus, der Landvogt habe den Streich auf dem Genfer See ersonnen. Der Landvogt darf zunächst im Amt bleiben, wird aber dann von den Berner Herren seines Amtes enthoben. Er bedenkt Nicolette testamentarisch mit dem Großteil seines Vermögens. Manuel Steiger fällt in Flandern.  Das Verfahren gegen Blanchet wird in Bern zu Ende geführt. Blanchet wird dort hingerichtet. Diana fühlt sich schuldig und will ihren Ehemann in Bern sehen. Dort wird sie von den um Neutralität bemühten Herrn Sinner, dem regierenden Schultheiß, empfangen. Der Herr kann die Witwe nur noch zum enthaupteten Leichnam führen. Diana verabschiedet daheim in Lutry Nicolette. Zusammen mit ihrem Großvater Makkabäus zieht Nicolette in den Krieg gegen Ludwig XIV.

## Zitat
Blanchet: „Selbsthilfe ist das Recht der Rechtlosen.“

## Form
Der Titel kann im Hinblick auf die Protagonistinnen Diana und Nicolette auch zweideutig aufgefasst werden. Beide sind Hugenottinnen.
Der frühe Text enthält hie und da einen Fingerzeig auf Ricarda Huchs Erzähltalent. Zum Beispiel zieht es den Lausanner Landvogt in einer schaurigen Passage an den schwarzen Weiher, weil darin sein einziger Enkelsohn ertränkt wurde. 
Etliche Vergleiche fallen auf. Der Landvogt von Lausanne, der gerne Großvater werden wollte, kann den Tod seines kleinen Enkels nicht verschmerzen und ist „anzusehen wie ein hundertjähriger Greis, den der Tod vergessen hat“. Die Braunschweigerin Ricarda Huch, die sich seit 1887 in der Schweiz aufhält, verwendet landesbezogene Vergleiche. Zum Beispiel horchen die Schweizer auf das „Kriegsgetöse wie einer, der von der Wengernalp her die ungeheuren Abhänge der Jungfrau gegenüber eine Lawine hinabdonnern hört“.

## Rezeption
- Zur selben Thematik hat die Historikerin Ricarda Huch, ebenfalls anno 1892, an der Philosophischen Fakultät der Universität Zürich promoviert. Die Dissertation ist betitelt mit „Die Neutralität der Eidgenossenschaft besonders der Orte Zürich und Bern während des spanischen Erbfolgekrieges“[11][12].
- Dieses Kapitel zur „Calvinischen Glaubenstyrannei“ erinnert Baumgarten[13] an das zwanzig Jahre früher entstandene Amulett C. F. Meyers.
- Sprengel[14] lobt Ricarda Huchs Bemühn um den möglichst vorurteilsfreien historischen Roman auf akzeptablem literarischen Niveau in den Fußstapfen von C. F. Meyer und erwähnt als Nachfolger Hermann Kesser mit seinem Lukas Langkofler aus dem Jahr 1912.

## Buchausgaben
- Ricarda Huch: Die Goldinsel und andere Erzählungen. Ausgewählt und mit einem Nachwort versehen von Wolfgang Brekle (enthält: Die Goldinsel. Die Hugenottin. Teufeleien. Patatini. Fra Celeste. Der Weltuntergang. Das Judengrab. Der letzte Sommer). Union Verlag, Berlin 1972 (Lizenzgeber: Atlantis Verlag, Freiburg im Breisgau und Insel Verlag, Frankfurt am Main), 376 Seiten (verwendete Ausgabe)